# Guzmania bismarckii
Guzmania bismarckii är en gräsväxtart som beskrevs av Werner Rauh. Guzmania bismarckii ingår i släktet Guzmania och familjen Bromeliaceae. Inga underarter finns listade i Catalogue of Life.

## Bildgalleri

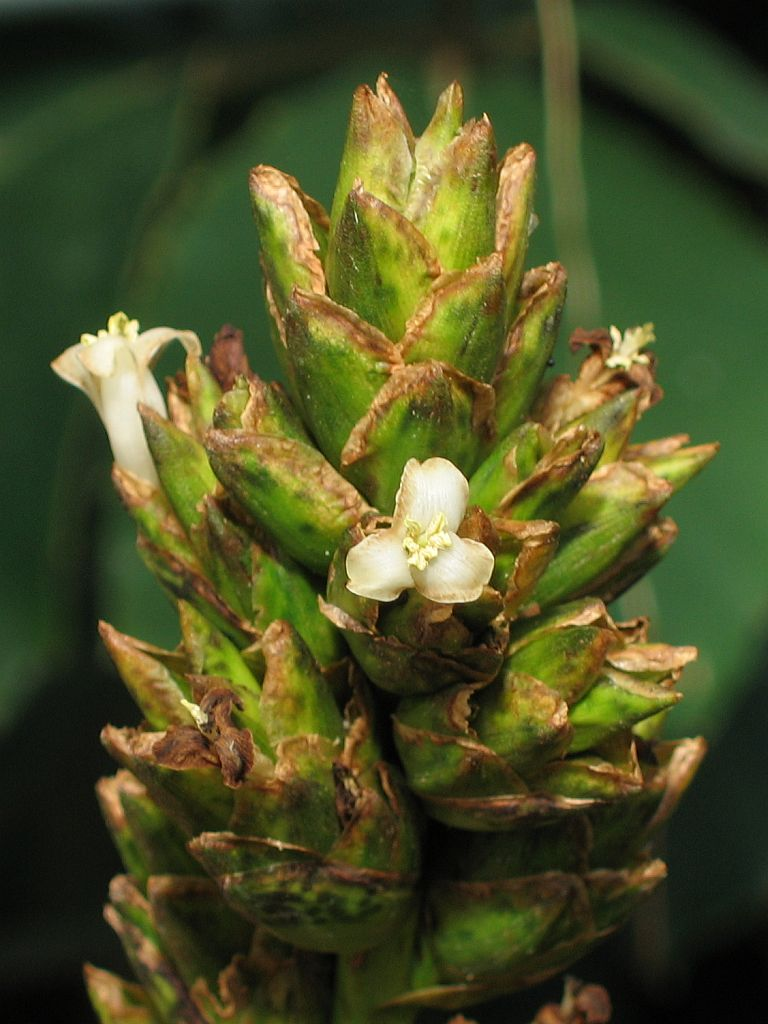
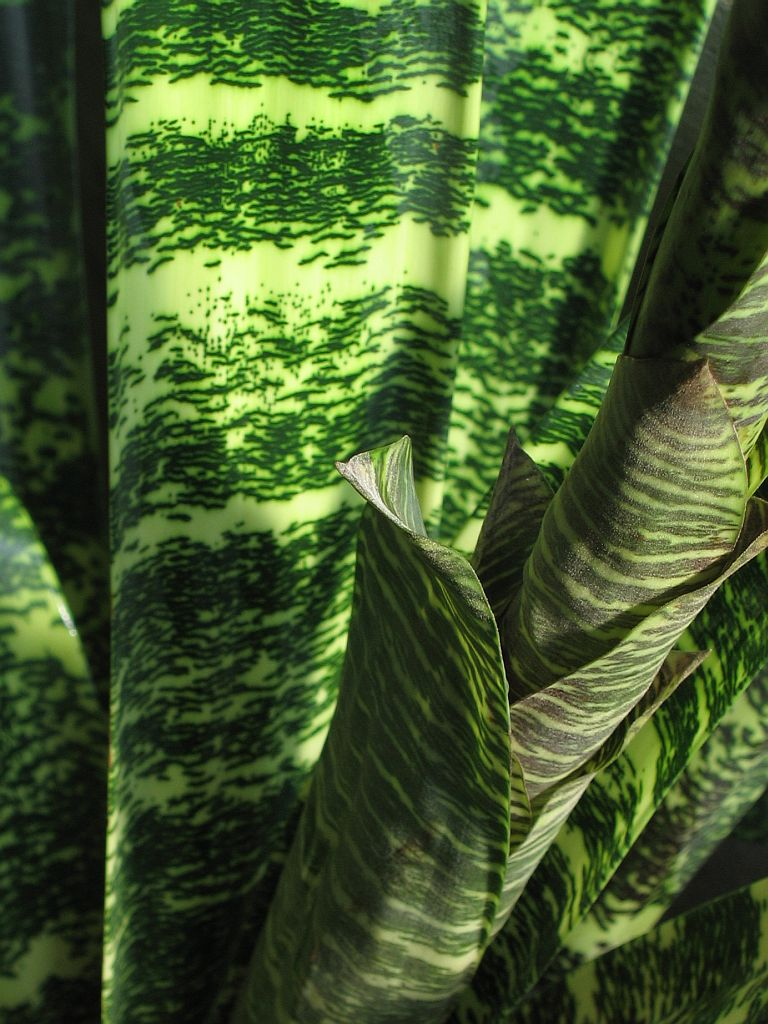